# Кімбаех
Кімбаех мак Фінтан (ірл. — Cimbáeth) — Кімбех — верховний король Ірландії. Час правління: 488–468 до н. е. (згідно з «Історією Ірландії» Джеффрі Кітінга) [3] або 717–710 до н. е., 696–689 до н. е., 675–661 до н. е. — останні 7 років правив сумісно з королевою Махою Рудоволосою (відповідно до «Хроніки Чотирьох Майстрів») [2]. Персонаж численних ірландських легенд, міфів та історичних переказів. Родич таких легендарних персонажів ірландської історії як Аед Руад (Аед Рудий), Деаман, Діхорба, Фінтан, Айргетмар. Син Фінтана, онук верховного короля Ірландії Айргетмара (ірл. — Airgetmar).
Згідно легенд три онуки верховного короля Ірландії Айргетмара — Аед Руад, Діхорба та Кімбаех після смерті верховного короля Ірландії Лугайда Лайгдеха (якого вбив Аед Руад) вирішили поділити між собою владу наступним чином: правити Ірландією по черзі — мінятися на троні через кожні 7 років. Так і було — Діхорба отримав владу після семирічного правління Аеда Руада, правив Ірландією тричі по 7 років, передаючи владу два рази Аеду Руаду (Еду Рудому).
Аед Руад після свого чергового правління загинув втопившись у водоспаді. Цей водоспад на його честь назвали Еас Руад (ірл. — Eas Ruaid) — зараз називається Assaroe Falls — розташований у графстві Донегол на півночі Ірландії. Після його смерті владу між собою поділили Діхорба та Кімбаех. Але дочка Аеда Руада — Маха Рудоволоса зажадала правити Ірландією, вважаючи своє право на трон незаперечним. Діхорба категорично відмовився передати їй владу. Кімбаех підтримав його. Почалася між Кімбаехом та Діторбою з одного боку і Махою Рудоволосою з іншого боку жорстока боротьба за владу та війна. Діхорба був вбитий. Маха Рудоволося змусила дітей Діхорби збудувати місто Емайн Маху і палац у цьому місті. Пізніше, Емайн Маха стала столицею могутнього і славного королівства Улад (Ольстер). Маха Рудоволося вийшла заміж за Кімбаеха — це було свого роду компромісом і перемир'ям. Вони стали правити Ірландією сумісно. Шлюб, судячи по всьому, був фіктивним — у них навіть не було спільних дітей. Одного хлопчика вони усиновили, щоб він успадкував трон верховних королів Ірландії. Це був майбутній верховний король Ірландії Угайне Великий (ірл. — Úgaine Mor) — Угайне Мор.
Потім Кімбаех помер від чуми і Маха Рудоволоса стала правити Ірландією одноосібно.
«Книга Захоплень Ірландії» синхронізує правління Кімбаеха з часом правління Олександра Македонського (336–323 до н. е.), що сумнівно [1].
Різні легенди та історичні перекази по різному повідомляють про правління та загибель Кімбаеха. Джеффрі Кітінг, наприклад, не повідомляє про ротацію — почергове правління онуків короля Айргетмара, а стверджує, що Кімбаех прийшов до влади після загибелі короля Діхорби.